# Assistente (docente)

Assistente e assistente estagiário são categorias em desuso nas universidades portuguesas.
Atualmente, as universidades portuguesas não contratam pessoal efetivo para estas categorias, que funcionam exclusivamente como suporte legal para a contratação temporária (semestral) de "assistentes convidados" e "monitores".

## "Assistentes" e "assistentes estagiários" nas universidades públicas portuguesas
Em Portugal, as categorias de docência universitária são, por ordem hierárquica:
- Professor Catedrático
- Professor Associado
- Professor Auxiliar
- Assistente (em desuso)
- Assistente estagiário (em desuso)

As categorias de assistente e assistente estagiário são reservadas a contratados sem doutoramento (ou seja, licenciados ou mestres).
Por essa razão, as universidades públicas portuguesas deixaram, na prática, de abrir lugares efetivos para assistente, abrindo lugares efetivos exclusivamente para as categorias que exigem a qualificação de Doutor. 
Atualmente, nas universidades portuguesas a categoria de "assistente" serve essencialmente como base legal para a contratação de assistentes convidados ou monitores, ou seja, contratações temporárias (semestrais), de convidados externos não doutorados. Os assistentes não são, em caso algum, docentes de carreira na instituição.

### Histórico
As categorias de assistente e assistente estagiário eram comuns nas décadas de 1980 e 1990, quando o número de académicos com doutoramento era ainda muito reduzido.
Com o desenvolvimento académico e de qualificações que se verificou em Portugal, estas categorias caíram em desuso e os docentes foram obrigados a doutorar-se para integrarem a carreira de professor universitário. 
Em Portugal, as categorias de docência universitária que se seguem aos assistentes (e que exigem doutoramento) são os professores auxiliares, associados e catedráticos, respetivamente. Essas são, in praxi, as atuais categorias do ensino universitário português.

### Nomenclaturas
No ambiente universitário, os assistentes (e assistentes convidados) não são designados como "professor" ou qualquer abreviatura similar, por ainda não terem finalizado o seu percurso académico, nomeadamente a obtenção do grau de Doutor (doutoramento). 
Na academia, as regras convencionadas admitem aos licenciados e mestres o título Dr. (ou Arq., Eng.), e não de Doutor ou Professor Doutor. Nestes termos, o nome dos docentes não doutorados, como é o caso dos assistentes e assistentes convidados, não poderá ser procedido de Professor, ou Professor Doutor, mas sim com o título de Dr., Arq., Eng., e similares.
Veja-se, também, que, por esta mesma razão, as categorias de "assistente" não são precedidas com o título de "professor" nos Estatutos da Carreira Docente Universitária, ao contrário do que ocorre nas categorias seguintes.
Desta forma, no contexto da progressiva e hierarquizada carreira de docência universitária, a utilização da identificação de professor (ou professor universitário) por parte de assistentes e assistentes convidados é inadequada, indevida e abusiva, por estar restrita a professores doutorados e de carreira.

## Paralelos académicos
Assistentes convidados (nas universidades públicas portuguesas)
Em Portugal, a contratação de assistentes convidados vulgarizou-se. Os assistentes convidados são excecionalmente contratados para lecionar, tendo a qualificação de licenciado ou mestre, e, sempre, não doutorados. 
Os assistentes convidados são contratações temporárias por motivos extraordinários (ex. falta de docentes efetivos suficientes). Os contratos são precários e temporários (semestrais), com número de horas parcial (até no máximo 50%, vulgarmente 4 ou 6 horas semanais, dependendo da instituição). As contratações são realizadas de forma direta, por convite, sem anúncio prévio ou concurso. Por norma, os docentes convidados lecionam componentes práticas e apoiam o trabalho desenvolvido por professores auxiliares, associados e catedráticos.
As universidades portuguesas abrem um número muito reduzido de concursos para lugares efetivos (professores auxiliares, associados e catedráticos), pelo que atualmente parte substancial da responsabilidade de docência está alocada a docentes convidados, contratados parcial e temporariamente, externos à instituição, como é o caso dos assistentes convidados. Nas universidades portuguesas o peso global dos docentes convidados é superior a 30%.

#### Professores assistentes - Brasil
O assistente, ou assistente convidado, em Portugal, não deve ser confundido com a categoria de Professor Assistente, nas Universidades Federais Brasileiras, pois no caso português essa categoria é utilizada para contratados não doutorados sem termo fixo com a instituição.